# 梅木平古墳
梅木平古墳（ばいきひらこふん）は、広島県三原市本郷町下北方（しもきたがた）にある古墳。形状は円墳と推定される。広島県指定史跡に指定されている。

## 概要
広島県東部、沼田川支流の梨和川・尾原川の北岸低丘陵端部に築造された古墳である。現在は墳丘上に仏像2軀を祀る梅慶庵が建てられている。
墳形は円形と推定されるが、規模は明らかでない。埋葬施設は両袖式の横穴式石室で、東方向に開口する。石室全長は13.25メートルを測り、広島県内では最大規模になる。副葬品は詳らかでない。築造時期は古墳時代終末期の7世紀初頭頃（または6世紀末-7世紀初頭頃）と推定される。
古墳域は1949年（昭和24年）に広島県指定史跡に指定されている。なお、周辺では御年代古墳・貞丸古墳群などの古墳のほか、白鳳期寺院の横見廃寺跡が残り、当地の豪族と畿内ヤマト王権との関係が指摘される。

## 遺跡歴
- 正徳5年（1715年）の「上北方村寺社并名所古蹟改帖」に、梅慶庵と梅慶庵塚の記載[5]。
- 享保3年（1718年）の「豊田郡上北方村指出帖」に、梅慶庵にある塚の記述[1]。
- 文政8年（1825年）の『芸藩通志』所収の「上北方村絵図」に、梅慶庵塚穴（梅木平1号墳：本古墳）と宮仕川塚穴（梅木平2号墳）の記載[1]。
- 1949年（昭和24年）10月28日、「梅木平古墳（梅慶庵）」として広島県指定史跡に指定[3][6]。
- 2012年（平成24年）1月26日、県史跡の名称を「梅木平古墳」に変更、史跡範囲の追加指定[3][6]。

## 埋葬施設

石室俯瞰図

石室展開図

埋葬施設としては両袖式の横穴式石室が構築されており、東方向に開口する。石室の規模は次の通り。
- 石室全長：現存13.25メートル[3]
- 玄室：長さ6.3メートル、幅3.0メートル（奥壁部）、高さ4.2メートル（奥壁部）
- 羨道：現存長6.9メートル、幅2.4メートル、高さ1.9メートル

石室は羨道の開口部を欠くため、本来の規模としては上記の値よりも若干延びるが、広島県内の石室としては最大規模になる。玄室の石積みは奥壁で3段、側壁で3-4段とし、側壁は天井部で幅1.9メートルまで持ち送る。玄室部と羨道部の間は左右両側の立石で区画され、その形態から羨道部を前室、玄室部を後室とする複室構造の石室と解する説もある。玄室・羨道とも各4枚の巨大板石を天井石とし、玄室天井・羨道天井の高低差が大きい形態とする。
なお、本古墳のように両袖式で袖石が突出する形態の石室は、中国・四国地方の瀬戸内海沿岸部を中心に分布し、「角塚型石室」と捉えられる。

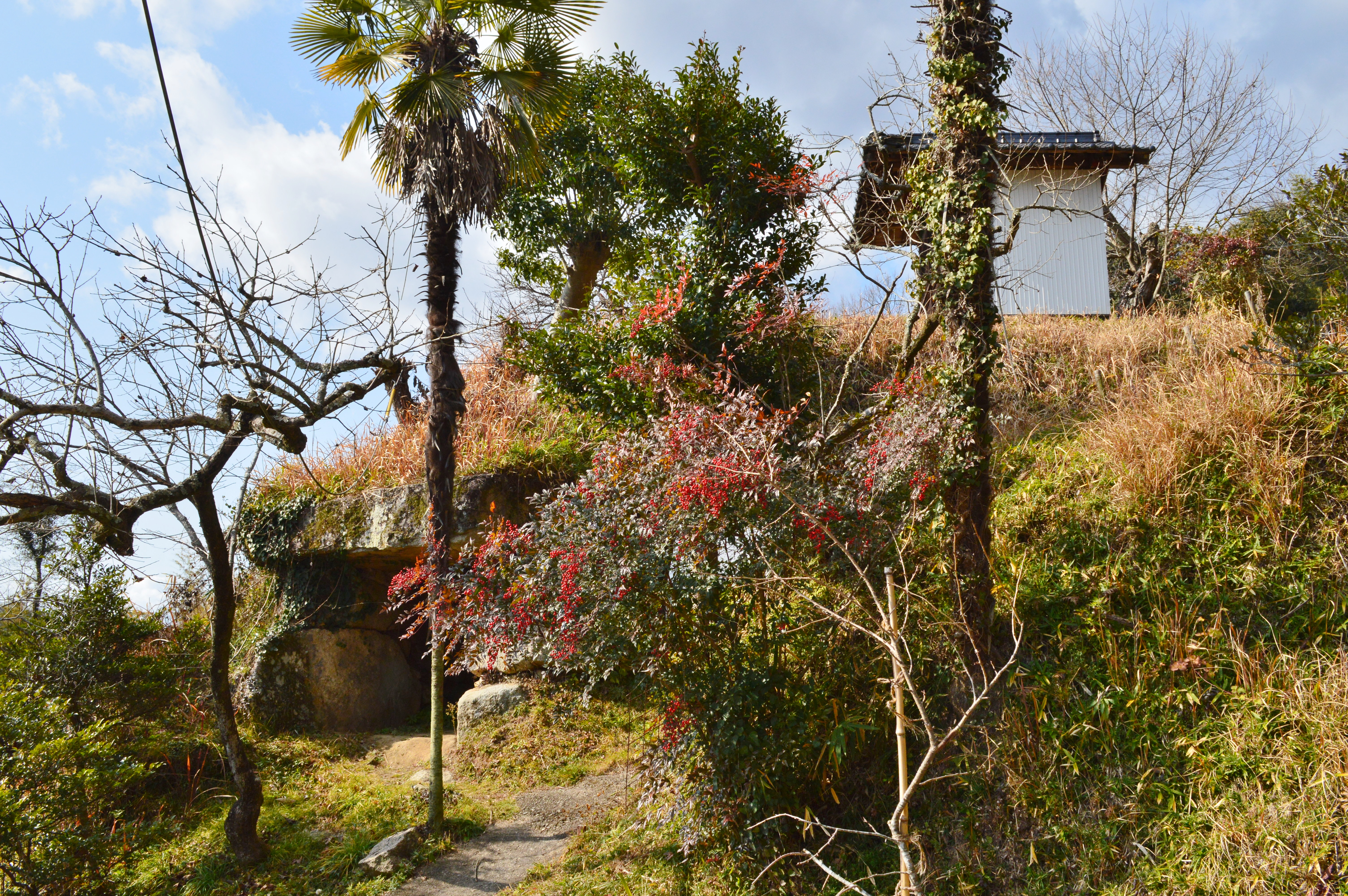
墳丘と梅慶庵
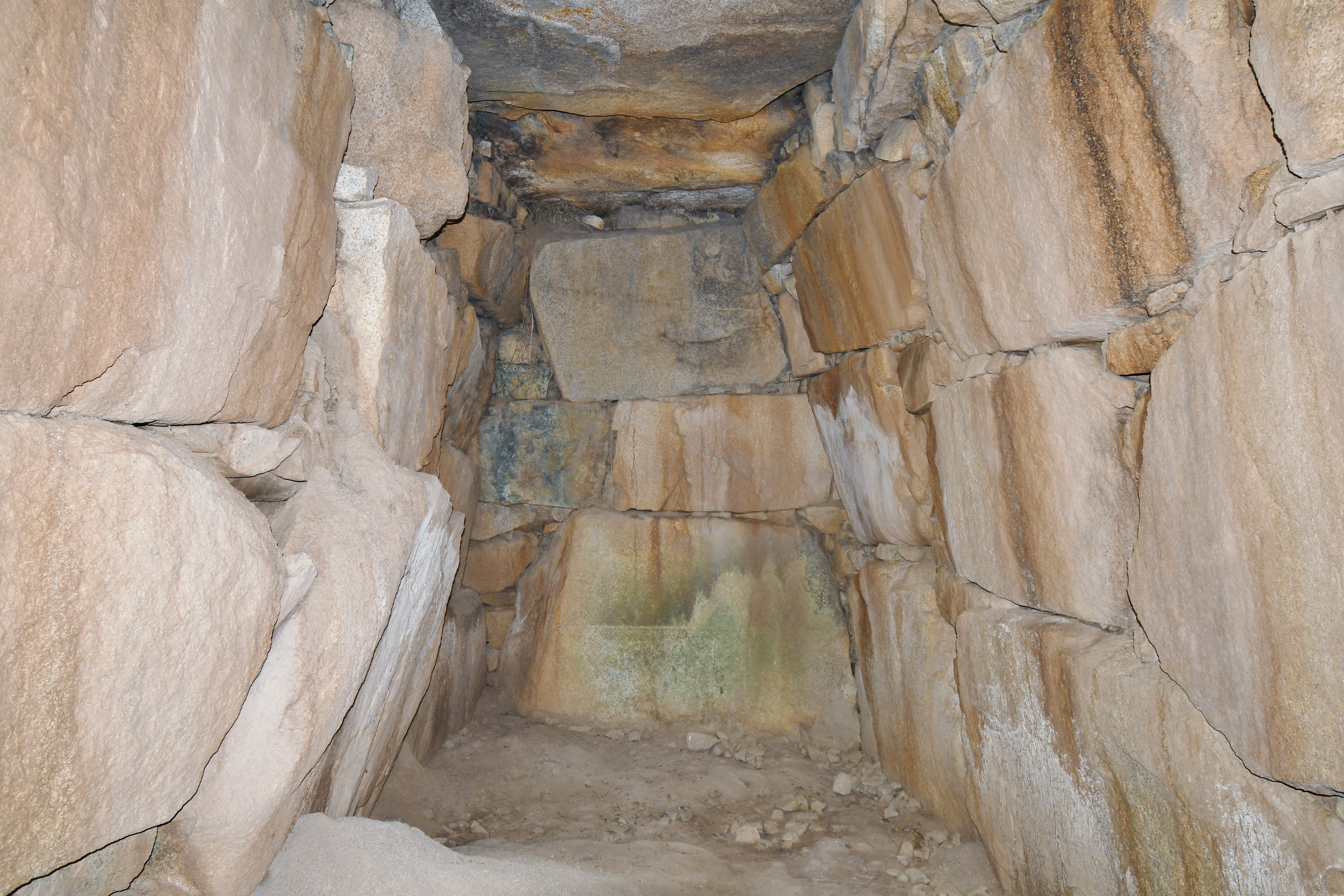
玄室（奥壁方向）
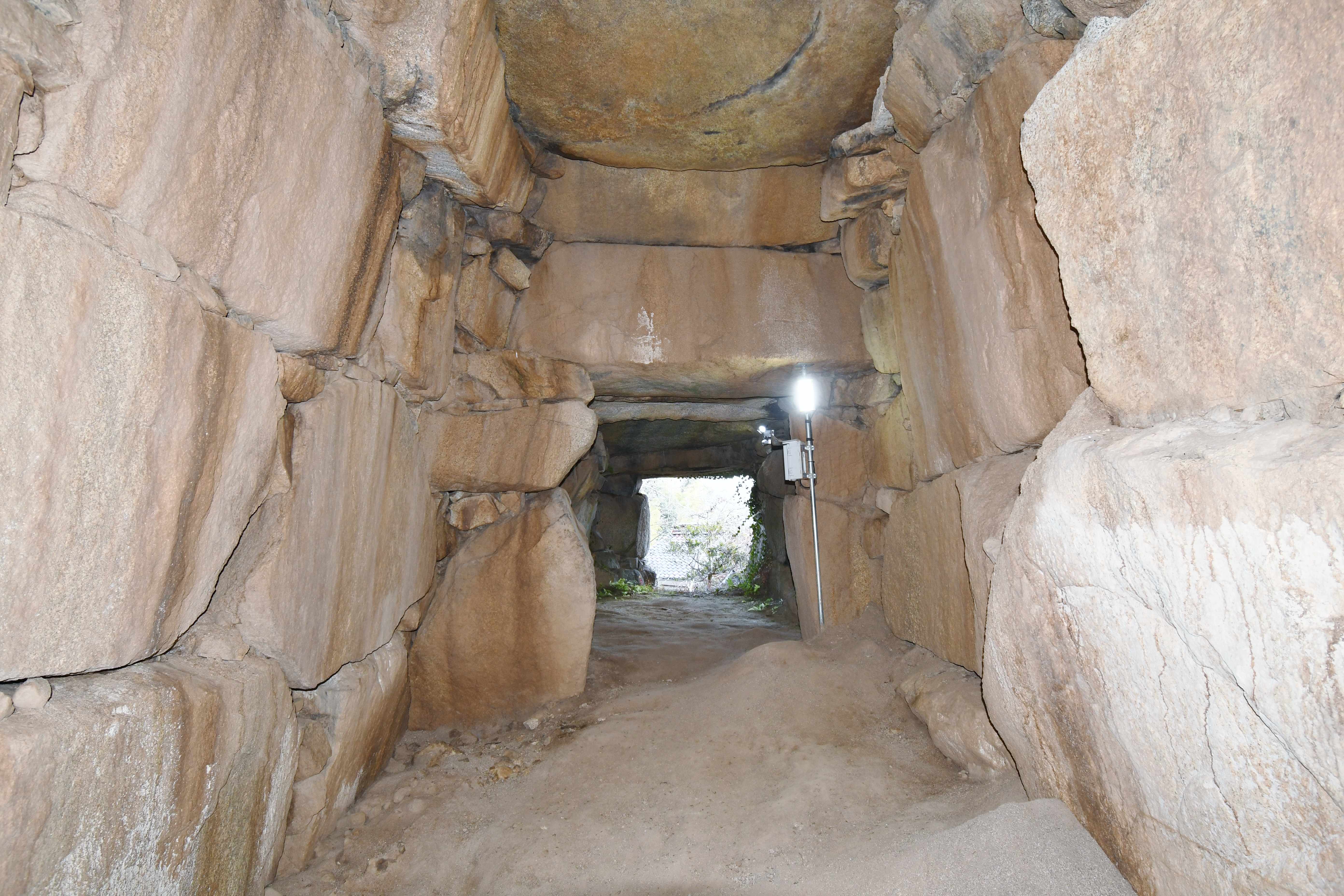
玄室（羨道方向）
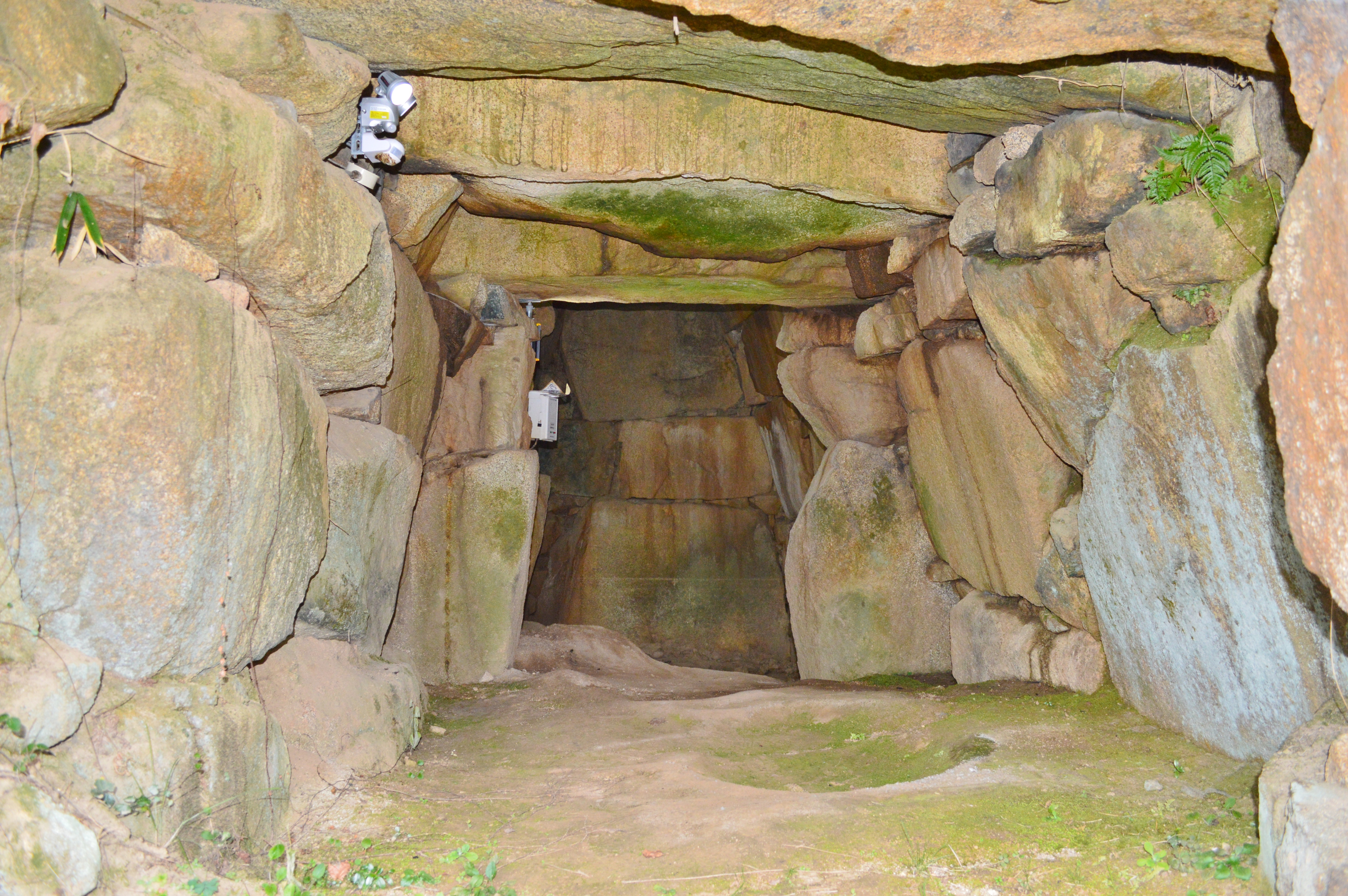
羨道（玄室方向）
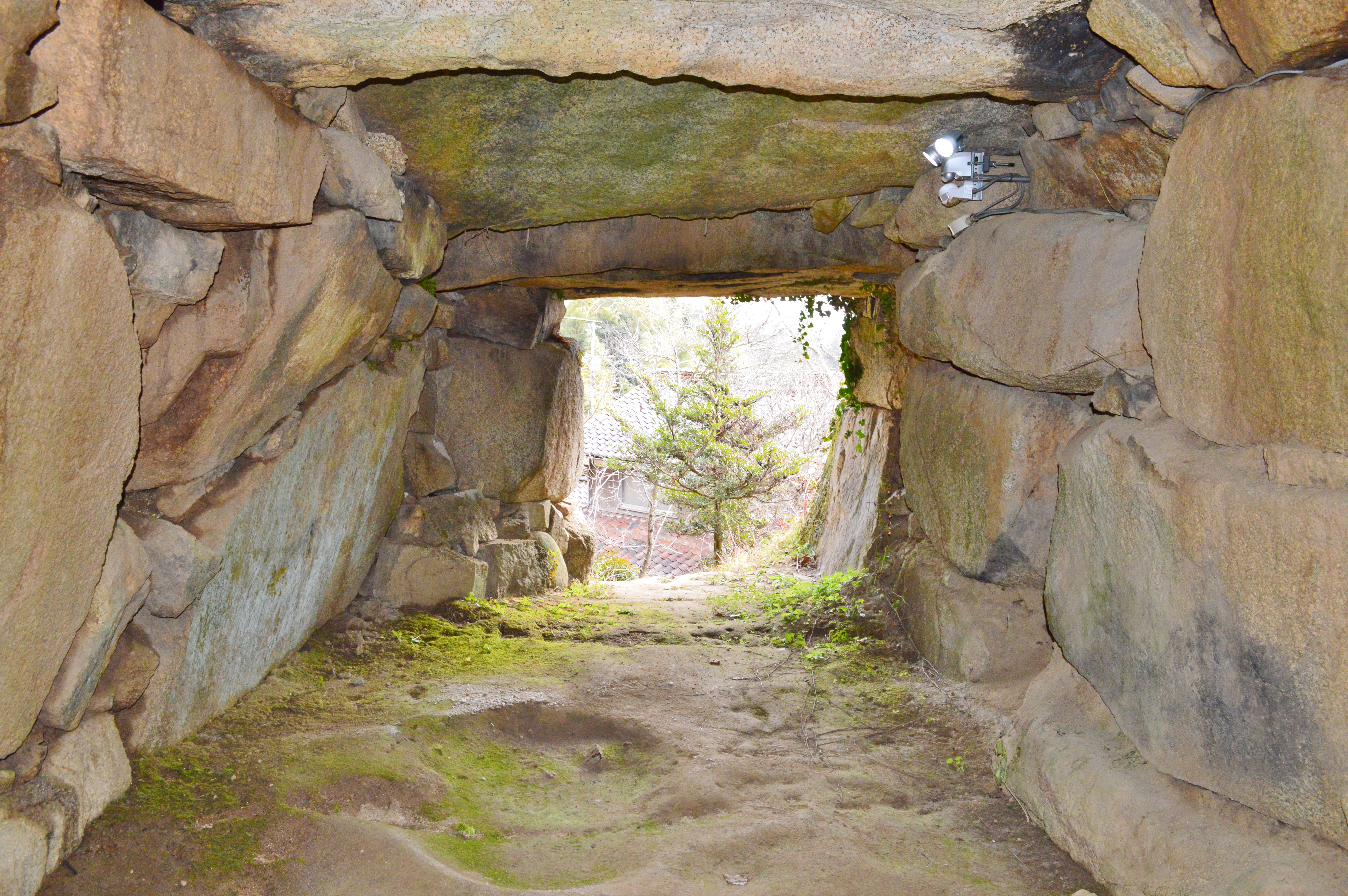
羨道（開口部方向）

## 文化財

### 広島県指定文化財
- 史跡
  - 梅木平古墳
1949年（昭和24年）10月28日に「梅木平古墳（梅慶庵）」の名称で指定[3][6]。
2012年（平成24年）1月26日に「梅木平古墳」に名称変更、史跡範囲の追加指定[3][6]。